# Illan Meslier
Pour les articles homonymes, voir Meslier.
Illan Meslier, né le 2 mars 2000 à Lorient (Morbihan), est un footballeur français qui joue au poste de gardien de but à Leeds United.

## Biographie

### Formation
Meslier commence à jouer au football à l'âge de six ans avec son club local de Merlevenez. Après un match réussi contre le FC Lorient, il rejoint l'académie de ce dernier.

### Carrière en club

#### FC Lorient
Meslier commence sa carrière senior avec l'équipe réserve de Lorient. Le 19 août 2017, il est titulaire pour son premier match contre Chartres en National 2,. Meslier dispute 16 matchs au cours de cette saison.
Le 1er février 2018, Meslier signe son premier contrat professionnel avec Lorient. En juillet 2018, Lorient rejette une offre de 10 millions d'euros de l'AS Monaco en Ligue 1 pour Meslier,. Des clubs de Premier League comme Chelsea manifestent également leur intérêt,.
Finalement resté à Lorient, il fait ses débuts professionnels sous la houlette de Mickaël Landreau lors d'une victoire 1-0 en Coupe de la Ligue contre Valenciennes le 14 août 2018, avant de connaitre sa première en Ligue 2 quelques jours plus tard, face au Grenoble Foot.
Il se fait remarquer dès ses premiers matchs professionnels, enchaînant cinq feuilles blanches dès ses débuts, concédant son premier but seulement dans son sixième match, contre le Paris FC. Il finit sa saison 2018-2019 avec un statut de titulaire indiscutable, jouant 30 matchs, toutes compétitions confondues. Lorient termine sixième en Ligue 2 2018-2019, manquant de peu les playoffs à la différence de buts avec le RC Lens.

#### Leeds United
Le 8 août 2019, Meslier signe un prêt pour toute la saison 2019-2020 avec l'équipe de deuxième division anglaise de Leeds United, avec une option d'achat,.
Il commence la saison avec le statut de deuxième choix derrière Kiko Casilla et en compétition avec Kamil Miazek (en) pour une place sur le banc, Meslier ayant notamment acquis une réputation de spécialiste des pénaltys après avoir arrêté trois pénaltys pour les moins de 23 ans de Leeds en décembre 2019.
Le 4 janvier 2020, Marcelo Bielsa annonce qu'il fera ses débuts le 6 janvier en FA Cup contre Arsenal. Meslier réalisant une performance impressionnante contre le club de Premier League malgré une défaite 1-0, il est mis en avant pour la qualité de ses renvois et ses arrêts pendant le match. Le 29 février 2020, il dispute son premier match de championnat pour Leeds lors d'une victoire 0-4 contre Hull City.
Le 23 juillet 2020 est annoncé son transfert définitif à Leeds United, qui a entre-temps remporté le Championship, retrouvant ainsi la Premier League après 16 ans d'absence.
Il dispute son premier match de Première League en tant que titulaire contre Liverpool le 12 septembre 2020, à l'occasion de la première journée de championnat.
Lors d'une performance remarquée contre Sheffield United le 27 septembre 2020, il effectue son premier clean sheet, gardant sa cage inviolée grâce à plusieurs arrêts techniques. Il est alors notamment le plus jeune gardien titulaire dans un club des cinq championnats majeurs européens.
Cette saison, il est inclus par Transfermarkt, dans le 11 des joueurs de moins de 20 ans ayant la plus grande valeur marchande, étant donc le gardien auquel le site attribue le potentiel le plus élevé sur le marché des transferts.
Lors de cette saison de retour dans l'élite anglaise, où Leeds va aussi connaître des périodes plus compliquées, Meslier conserve néanmoins la confiance de Bielsa, jouant la phase finale importante dans la bonne saison des siens, où ils arrivent à décrocher une place dans le Top 10 bien au-delà des attentes pour un promu.
Le 13 août 2021, Meslier prolonge son contrat avec Leeds United jusqu'en 2026.

### En sélection

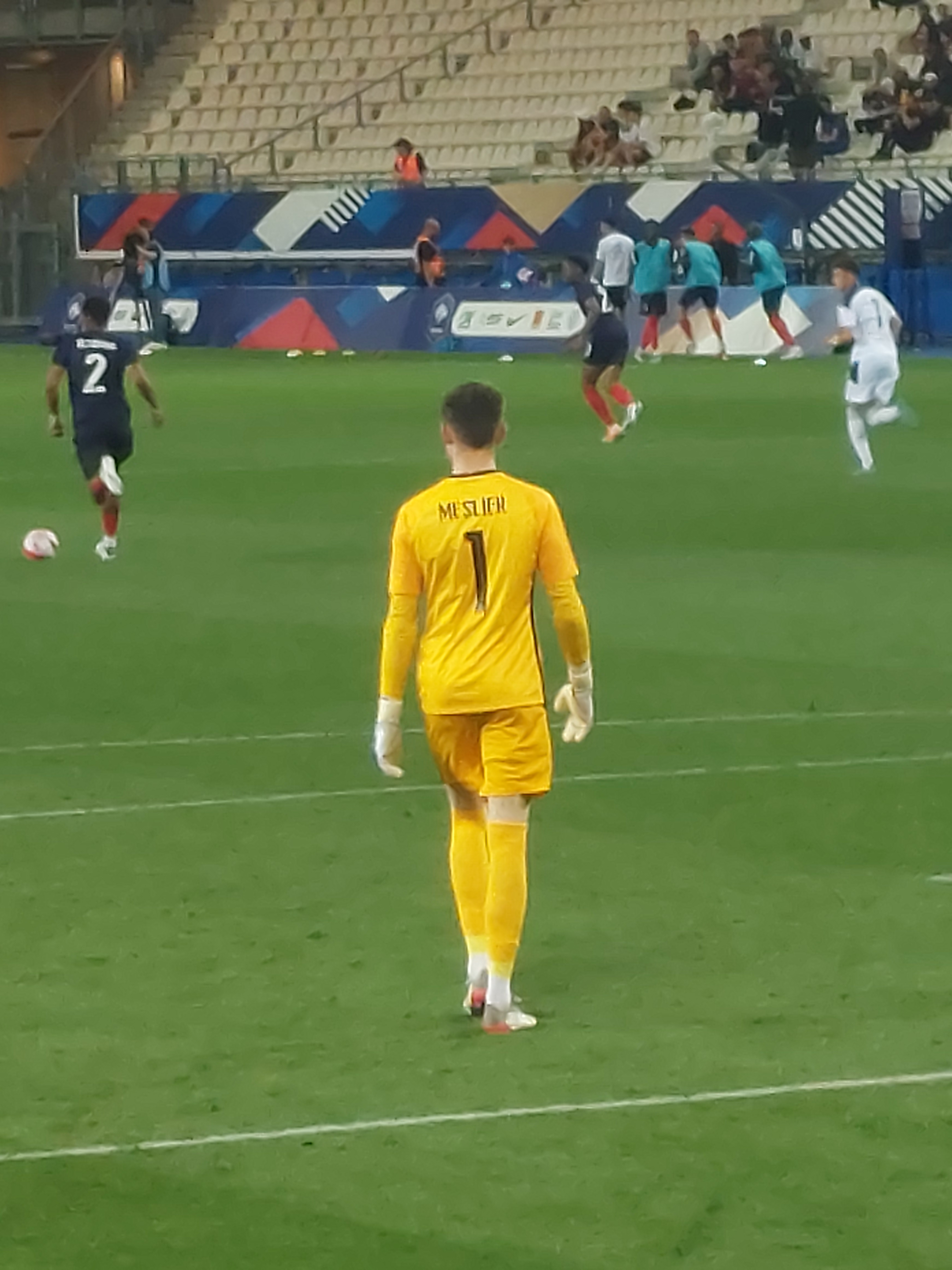
Illan Meslier sous le maillot de la France U21 en 2022.

Meslier connait toutes les sélections de jeunes françaises jusqu'aux moins de 20 ans. Il faisait notamment partie de l'équipe ayant participé à la Coupe du monde des moins de 20 ans en 2019 en tant que premier gardien.
En novembre 2019, Meslier est appelé en équipe de France espoirs à la suite du forfait de Gaëtan Poussin, et est présent sur le banc lors de la défaite 3-1 contre la Suisse du 19 novembre 2019.
Régulièrement présent sur le banc lors des rencontres qui suivent, il honore finalement sa première apparition avec les espoirs le 31 mai 2021 lors du quart de finale de l'Euro, une défaite 2-1 contre les Pays-Bas. Lors de la suite de l'été, il fait également partie des nombreux espoirs appelé à participer aux Jeux Olympiques, mais que leur club ne libère pas pour cet événement hors calendrier international,.
Il s'impose ensuite comme un titulaire indiscutable avec les bleuets lors du nouveau cycle qui commence avec les éliminatoires du Championnat d'Europe. Habitué à être très sollicité en club avec le Leeds de Marcelo Bielsa qui expose beaucoup sa défense, il découvre un contexte très différent lors de ces qualifications, où la France tend à monopoliser le ballon. Fautif lors d'une contre-performance chez les Îles Féroé,, il permet néanmoins à son équipe d'enchainer les clean sheets contre l'Ukraine puis la Serbie en octobre 2021,,.
Il apparait alors comme un des principaux espoirs du football français, étant même évoqué en équipe de France sénior à l'automne derrière le capitaine Hugo Lloris, alors que Mike Maignan est blessé et Steve Mandanda sur le déclin,,.

## Style de jeu
Gardien longiligne avec une large détente, le style de gardien de but de Meslier a été comparé à celui du gardien belge Thibaut Courtois, à qui il ressemble physiquement,. D'après Christophe Lollichon, il allie une « envergure exceptionnelle », « vitesse de réaction », « capacité à changer de direction » et une « lecture de jeu très pointue ».
Pour Stéphane Le Garrec, qui l'a fait venir au FC Lorient, « Il a un très, très bon jeu au pied, du niveau de Marc-André ter Stegen, Manuel Neuer et Ederson ».

## Statistiques
| Saison                | Club                  | Championnat           | Championnat | Championnat | Coupe nationale | Coupe nationale | Coupe de la Ligue | Coupe de la Ligue | Compétition(s) continentale(s) | Compétition(s) continentale(s) | Compétition(s) continentale(s) | Total | Total |
| Saison                | Club                  | Division              | M.          | B.          | M.              | B.              | M.                | B.                | Comp.                          | M.                             | B.                             | M.    | B.    |
| 2017-2018             | FC Lorient B          | National 2            | 16          | 0           | -               | -               | -                 | -                 | -                              | -                              | -                              | 16    | 0     |
| 2018-2019             | FC Lorient B          | National 2            | 1           | 0           | -               | -               | -                 | -                 | -                              | -                              | -                              | 1     | 0     |
| Sous-total            | Sous-total            | Sous-total            | 17          | 0           | -               | -               | -                 | -                 | -                              | -                              | -                              | 17    | 0     |
| 2018-2019             | FC Lorient            | Ligue 2               | 28          | 0           | -               | -               | 2                 | 0                 | -                              | -                              | -                              | 30    | 0     |
| Sous-total            | Sous-total            | Sous-total            | 28          | 0           | -               | -               | 2                 | 0                 | -                              | -                              | -                              | 30    | 0     |
| 2019-2020             | Leeds United (prêt)   | Championship          | 10          | 0           | 1               | 0               | -                 | -                 | -                              | -                              | -                              | 11    | 0     |
| 2020-2021             | Leeds United          | Premier League        | 35          | 0           | -               | -               | -                 | -                 | -                              | -                              | -                              | 35    | 0     |
| 2021-2022             | Leeds United          | Premier League        | 38          | 0           | 1               | 0               | 3                 | 0                 | -                              | -                              | -                              | 42    | 0     |
| 2022-2023             | Leeds United          | Premier League        | 34          | 0           | 3               | 0               | 1                 | 0                 | -                              | -                              | -                              | 38    | 0     |
| 2023-2024             | Leeds United          | Championship          | 44          | 0           | 3               | 0               | -                 | -                 | -                              | -                              | -                              | 47    | 0     |
| 2024-2025             | Leeds United          | Championship          | 39          | 0           | 0               | 0               | -                 | -                 | -                              | -                              | -                              | 39    | 0     |
| 2025-2026             | Leeds United          | Premier League        | 0           | 0           | 0               | 0               | 0                 | 0                 | -                              | -                              | -                              | 0     | 0     |
| Sous-total            | Sous-total            | Sous-total            | 200         | 0           | 7               | 0               | 4                 | 0                 | -                              | -                              | -                              | 211   | 0     |
| Total sur la carrière | Total sur la carrière | Total sur la carrière | 245         | 0           | 8               | 0               | 8                 | 0                 | -                              | -                              | -                              | 261   | 0     |

## Palmarès
Avec Leeds United, Meslier remporte son premier trophée en terminant champion d'Angleterre de deuxième division en 2020, exploit qu'il repète en 2025.